# Never (Days no moの曲)
「Never」（ネバー）はDays no moの初の楽曲で配信限定シングル。ZEN MUSICから2020年7月31日に配信された。

## 曲の詳細
1. Never [3:37]
  - 作詞 : agsai 作曲 : JIN